# Fulminatrix
A Fulminatrix (magyarul: Mennydörgő) egy csillagromboló a Csillagok háborúja univerzumában. Egy Mandator IV osztályú csillagromboló, ami az Első Rend szolgálatában állt. Miután, hogy az ellenállók elpusztították a szuperfegyver, támadást indítottak az ellenállók bázisára; az Ileenium rendszerbe.

## Gyártás
A Fulminatrixot a Kuat-Entralla Mérnöki Vállalat gyárában készült valamikor Y. u. 34 előtt.

## Felépítése
A Fulminatrix a többi csillagrombolóhoz képest nagyobb volt. 7,669 km hosszú volt, és több fegyverzettel rendelkezett. Méretéhez képest sokkal szélesebb volt. A fegyverzete a felső részén helyezkedtek el. 26 db lézerágyúk volt a felszínén, aminek nagy tűzere van. Csak ezzel az volt  a baj, hogy nagy csatahajók elleni támadásra voltak jók, fürge vadászgépekre nem gondoltak, így bármelyik vadászgép el tudta a lézerágyúkat pusztítani. Az alján volt a két legerősebb fegyverzet. 2 db orbitális automata lézerágyúk voltak, amik bolygók felszíni bombázására képesek. De akár egy egész várost is képesek elpusztítani. A parancsnoki híd a hátulján helyezkedett el. A hídon piros világítás volt, hogy az éjszakai látásban segítse a technikusokat és hogy jobb célterületi köröket is segítette nekik. A híd tetején nem 2 hanem 6 darab pajzsgenerátor volt.

## Története
A Fulminatrix valamikor Y. u. 34 előtt állt az Első Rend szolgálatába. Moden Canady volt a kapitánya a csillagrombolónak. Ő irányított mindenki a hajón. Amikor az ellenállók elpusztították a Csillagpusztító Bázist, Hux tábornok azonnali támadást indított a bázisuk elpusztítására. Amikor megérkeztek a vadászgépeik támadást indítottak. Hux parancsot adott Canady tábornoknak, hogy pusztítsa el a bázist. Elpusztította a bázist, és a vezérhajójukat is el akarta pusztítani, de az egyik bombázónak sikerült elpusztítania a csillagrombolót. És a Fulminatrix megsemmisült.

## Megjelenése filmekben
- Csillagok háborúja VIII: Az utolsó Jedik

## Megjelenése könyvekben
- Star Wars: Az utolsó Jedik – Bővített kiadás

## Megjelenése videojátékokban
- Star Wars: Battlefron II.

## További információ
- Képek az interneten a csillagrombolóról
- Videó a csillagrombolóról